# Konárovice

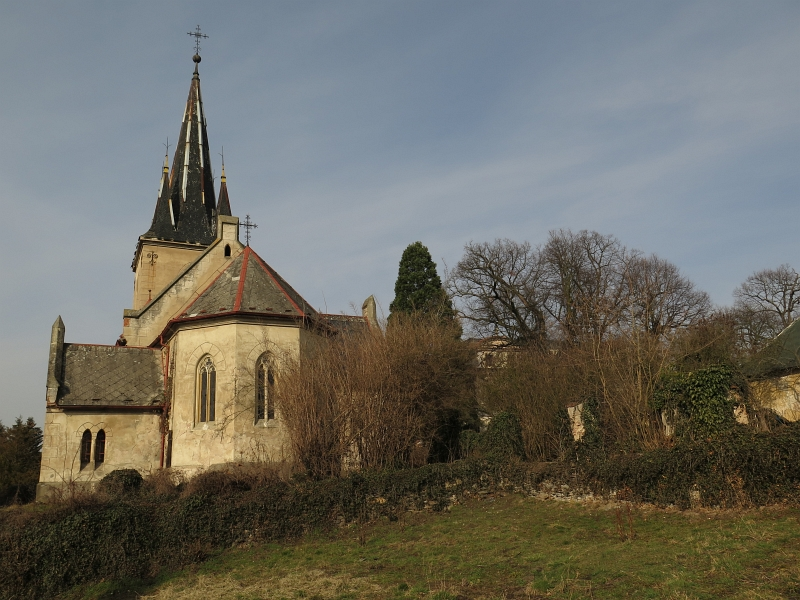

Konárovice település Csehországban, a Kolíni járásban. Konárovice Ovčáry, Býchory, Veletov, Týnec nad Labem, Tři Dvory, Bělušice és Starý Kolín településekkel határos. Lakosainak száma 992 fő (2024. január 1.).

## Népessége
A település lakosságának változását az alábbi diagram mutatja:
| Lakosok száma | 824  | 975  | 916  | 688  | 763  | 684  | 899  | 940  | 974  | 992  |
|               | 1869 | 1890 | 1921 | 1950 | 1980 | 2001 | 2017 | 2019 | 2022 | 2024 |

## Nevezetességei
Szent Kereszt Felmagasztalása templomot 1776-ban  Johann Ignaz Palliardi építette át (új harangtorony, csontház, új temetőfal).